# Choroba Kostmanna
Choroba Kostmanna (zespół Kostmanna, ang. Kostmann syndrome, Kostmann disease) – rzadki zespół pierwotnego niedoboru odporności, spowodowany mutacjami w genie HAX1. Głównym objawem choroby jest całkowita liczba neutrofilów mniejsza niż 500/mm³. Dziedziczenie jest autosomalne recesywne.
Jednostkę chorobową opisał Rolf Kostmann (1909-1982) w 1956 roku.